# Maccabi Rishon LeZion
El Maccabi Rishon LeZion (en hebreu: מכבי ראשון לציון) és un club professional israelià de bàsquet ubicat a la ciutat de Rixon le-Tsiyyon. Disputa la màxima divisió del seu país, la Ligat HaAl.

## Història

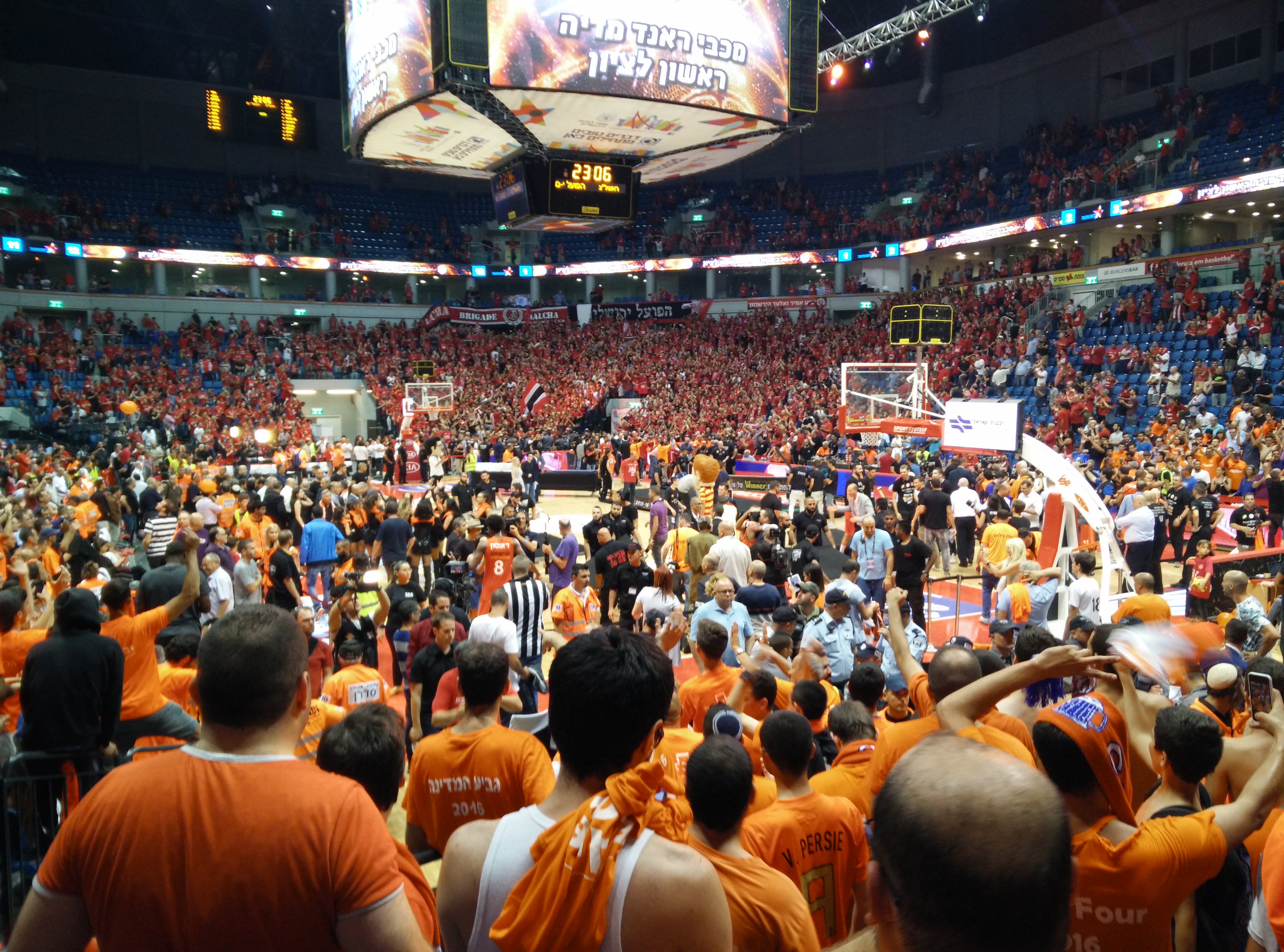
Seguidors celebrant el primer campionat de Lliga

El club es va fundar el 1976 i va aconseguir pujar la màxima categoria el 1988, en la qual es manté des de llavors.
El 1991 van perdre en les semifinals dels play-offs davant el Maccabi Tel Aviv. A l'any següent van caure en la mateixa ronda davant el Hapoel Tel Aviv, i el 2006, després d'acabar tercers en la temporada regular, van perdre la semifinal a un únic partit per un punt davant el Hapoel Jerusalem.
El 1992 van arribar a la seva primera final de la Copa estatal, perdent davant Hapoel Galil Elyon. També ha estat finalista el 2012 i el 2019
El 2016 va aconseguir la seva primera lliga, en una final contra el Hapoel de Jerusalem, on Darryl Monroe va ser declarat millor jugador.
El 2018 va guanyar la final de la Copa de la Lliga contra el Hapoel Be'er Sheva

## Títols
- Lliga israeliana de bàsquet
  - Guanyadors (1): 2015/16
  - Finalistes (2): 2018/19, 2019/20
- Copa de la Lliga israeliana de bàsquet
  - Guanyadors (1): 2018